# Euphorbia squamigera
Euphorbia squamigera — вид квіткових рослин родини молочайні (Euphorbiaceae). лат. squamigera — «лускатий».

## Опис
Це чагарник із стеблами, які досягають до 60 см. Листя до 25×11 мм, оберненоланцетовиде або довгасто-еліптичне, цілокрає або мілкопильчасте, гостре, загострене, клиновиде.

## Поширення
Країни поширення: Алжир (північ); Лівія (північ); Марокко; Туніс; Португалія; Гібралтар; Іспанія (вкл. Балеарські острови). Росте на висоті (0) 300—1700 метрів над рівнем моря.